# Michael Mischinger
Michael Mischinger (* 12. Februar 1956 in Rostock) ist ein ehemaliger deutscher Fußballspieler. Für den FC Hansa Rostock spielte er in der DDR-Oberliga, der höchsten Spielklasse des DDR-Fußballverbandes. Er ist mehrfacher Nachwuchs-Nationalspieler.

## Karriere
Der in Rostock geborene Mischinger durchlief bis 1970 die Jugendmannschaften der BSG Motor Rostock sowie zwischen 1970 und 1973 die des FC Hansa Rostock. Ab 1972 spielte er in der Juniorenoberliga und wurde 1973 in den Kader der DDR-Junioren-Nationalmannschaft aufgenommen. Dort betritt er am 27. Juni 1973 sein erstes Juniorenländerspiel in der Begegnung Finnland – DDR (0:3) und wurde als rechter Mittelfeldspieler eingesetzt. Insgesamt kam er auf 25 Juniorenländerspiele, anschließend bestritt er 21 Spiele mit den DDR-Nachwuchs-Nationalmannschaften.
Noch als Juniorenspieler kam Mischinger bereits im Männerbereich zum Einsatz. In der 2. Mannschaft des FC Hansa, die zu dieser Zeit in der zweitklassigen DDR-Liga spielte, bestritt er am 8. April 1973 als Einwechselspieler sein erstes Punktspiel. In der folgenden Saison 1973/74 kam er am 1. Dezember 1973 in der Begegnung FC Carl Zeiss Jena – FC Hansa (2:1) zu seinem ersten Oberligaeinsatz, bei dem er über die volle Spielzeit als linker Mittelfeldspieler aufgeboten wurde. Nach einem weiteren Kurzeinsatz am 14. Spieltag, kam Mischinger in dieser Saison lediglich auf zwei Oberligaspiele, daneben spielte er weiter in der 2. Mannschaft. 1974/75 schien er sich bereits zum Stammspieler der Oberligamannschaft entwickelt zu haben, denn er bestritt in der Hinserie alle 13 Punktspiele, danach kam er aber nur noch zum Saisonende in vier Spielen als Wechselspieler zum Einsatz. Hansa beendete die Saison als Absteiger, sodass Mischinger 1975/76 nur in der DDR-Liga spielen konnte. Am sofortigen Wiederaufstieg seiner Mannschaft war er mit 14 von 30 Spielen beteiligt. Von der neuen Oberligasaison 1976/77 an etablierte sich der 1,75 m große Mischinger als Mittelfeldakteur endgültig zum Stammspieler bei den Rostockern und behielt diesen Status bis zu seiner letzten Oberligaspielzeit 1985/86 bei. Von 1981 bis 1984 war er Kapitän der Mannschaft.
Nur kurzzeitig gehörte Mischinger zum erweiterten Kader der A-Nationalmannschaft, 1982 schaffte er es bis zum Ersatzspieler beim Länderspiel in Island. Außerdem wirkte er in einem Testspiel gegen die schwedische Klubelf Malmö FF mit. Auch seine elf Spiele mit der Fußballolympiaauswahl dienten nur Übungszwecken.
Seine letzte Saison beim FC Hansa Rostock musste Mischinger erneut in der DDR-Liga absolvieren. Es war bereits der vierte Abstieg innerhalb seiner Laufbahn, denn nach 1975, 1977 und 1979 war der Klub 1986 erneut aus der Oberliga abgestiegen. Inzwischen 30-jährig kam Mischinger in der Ligasaison 1986/87 nur noch sechsmal zum Einsatz. Nach dem Wiederaufstieg wurde er nicht mehr für die 1. Mannschaft nominiert, für die innerhalb von 14 Jahren 181 Erst- und 77 Zweitligaspiele sowie 34 Pokalspiele absolviert hatte.  Er wurde zwar für Hansa II in der DDR-Liga gemeldet, tatsächlich spielte er aber die Saison 1987/88 beim drittklassigen Bezirksligisten BSG Schifffahrt/Hafen Rostock, mit dem er den Aufstieg in die DDR-Liga schaffte. Im Sommer 1988 beendete Mischinger seine Laufbahn als Leistungsfußballspieler.
Kurze Zeit arbeitete Mischinger im Trainerstab der BSG Schifffahrt/Hafen, ab 1990 wurde der gelernte „Diplom-Ingenieur für sozialistische Betriebswirtschaft“ nach der Deutschen Wiedervereinigung von der w.Holz GmbH angestellt wurde, die im Gastronomie- und Catering-Bereich unter anderem im Rostocker Ostseestadion tätig ist.